# Rammelhof (hudební skupina)
Rammelhof je rock'n'rollová skupina z Vídně. Svou hudbu chápou jako satirický rock a nářeční rock.

## Historie
Název kapely je převzat ze stejnojmenné části městyse Arbesbach.
V roce 2015 zvítězili v Protestsongcontestu s písní Wladimir (Put Put Putin). Píseň se v důsledku toho stala virální a učinila skupinu známou v Rakousku, Rusku a na Ukrajině. první Album Die Welt ist ein Rammelhof vyšlo o něco později na značce Hoanzl.
V roce 2016 byla skupina nominována na cenu Amadeus Austrian Music Award v kategorii "Hard & Heavy". Na jaře 2018 byli předskokany skupiny J.B.O. na Deutsche Vita Tour (Nord-Austria-Tour 2018). Krátce předtím vydali Album Ene mene mu.
V roce 2018 vyšlo také Bestes Album 2018, jakési Best-of u labelu Mano Cornuta (distribuce: Broken Silence).
V roce 2020 vyšlo Video k SUV, které vychází z hnutí Fridays for Future. V polovině roku 2020 vyšlo i album Umweltschutz u labelu Mano Cornuta.

## Diskografie
Alba
- 2015: Die ganze Welt ist ein Rammelhof (Hoanzl)
- 2016: Radikal (EP) (Hoanzl)
- 2018: Ene menu mu (Hoanzl)
- 2018: Bestes Album 2018 (Mano Cornuta)
- 2020: Umweltschmutz (Mano Cornuta)

Singly
- 2014: Wladimir (Put Put Putin)
- 2015: Hackln
- 2016: Pumpgun
- 2017: Gülle
- 2017: Wurscht
- 2017: Frauenfeind
- 2017: Susi
- 2018: Auslandsreise
- 2019: Karfreitag